# Krasimir Borisow
Krasimir Georgiew Borisow (bułg. Красимир Борисов), ur. 8 kwietnia 1950 roku w Sofii) – bułgarski piłkarz grający na pozycji pomocnika, oraz trener piłkarski.

## Kariera piłkarska
Jest wychowankiem Lokomotiwu Sofia, w którego seniorskiej drużynie grał przez cztery sezony. W wieku dwudziestu trzech lat przeniósł się do znacznie bardziej utytułowanego Lewskiego Sofia, gdzie występował przez kolejną dekadę. W tym czasie klub zdobył trzy tytuły mistrza kraju, tyle samo razy wygrywał gry o Puchar Bułgarii, a także zanotował znaczące osiągnięcia międzynarodowe. Dwukrotnie docierał do ćwierćfinałów rozgrywek o europejskie puchary: Puchar UEFA 1975/1976 oraz Puchar Zdobywców Pucharów 1976/1977. Borisow występował w drugiej linii, a jego klubowymi partnerami byli m.in. Wojn Wojnow, Kirył Iwkow, Stefan Aładżow i Paweł Panow.
Wysoka forma sprawiła, że w 1973 roku został po raz pierwszy powołany do reprezentacji Bułgarii. Rok później znalazł się w kadrze na Mundial 1974, jednak na boiskach RFN zagrał tylko w jednym spotkaniu; w ostatniej grze grupowej z Holandią (1:4) w '55 minucie zastąpił na boisku Pawła Panowa. W pozostałych spotkaniach podopieczni Christo Mładenowa zanotowali dwa remisy (ze Szwecją i Urugwajem), co sprawiło, że ostatecznie zajęli dopiero trzecie miejsce w swojej grupie.
Ostatni raz w kadrze Borisow wystąpił w 1979 roku. Pięć lat później w barwach Omonii Nikozja zakończył piłkarską karierę. Stało się to niedługo po tym, jak z Omonią wywalczył mistrzostwo Cypru.

## Sukcesy piłkarskie
- mistrzostwo Bułgarii 1974, 1977 i 1979, wicemistrzostwo Bułgarii 1975, 1976, 1981 i 1982, Puchar Bułgarii 1976, 1977 i 1979, ćwierćfinał Pucharu UEFA 1975–1976 oraz ćwierćfinał Pucharu Zdobywców Pucharów 1976–1977 z Lewskim Sofia
- mistrzostwo Cypru 1984 z Omonią Nikozja

## Kariera szkoleniowa
Dużą część kariery trenerskiej przepracował w charakterze asystenta pierwszego trenera. Najdłużej związany był z reprezentacją Bułgarii. Zaczynał jako asystent Iwana Wucowa (1989–1991), a w okresie, w którym ten był zdyskwalifikowany przez UEFA i nie mógł prowadzić kadry z ławki szkoleniowej, Borisow formalnie zastępował go; prowadził zespół w trzech spotkaniach w 1991 roku: ze Szkocją (1:1) i Szwajcarią (2:3) w eliminacjach do Euro 1992 oraz towarzyskim meczu z Danią (1:1). Po zwolnieniu Wucowa w maju 1991 jako selekcjoner tymczasowy zanotował porażkę z Brazylią (0:3) i zwycięstwo nad San Marino (3:0).
Kiedy Bułgarski Związek Piłki Nożnej zatrudnił nowego trenera kadry, Dimityra Penewa, Borisow został także jego asystentem (1991–1996). Wspólnie doprowadzili reprezentację do największych sukcesów w jej historii: czwartego miejsca na Mundialu 1994 i pierwszego awansu do mistrzostw Europy (Euro 1996). Po tym ostatnim turnieju z Penewem nie przedłużono umowy, więc z kadry odszedł także Borisow. Później krótko pomagał Georgiemu Wasilewowi w CSKA Sofia.
Przez kolejne lata nie był aktywny zawodowo; do pracy szkoleniowej powracał tylko dwukrotnie: jako selekcjoner reprezentacji młodzieżowej (2005–2008) i trener Akademika Sofia (czerwiec-wrzesień 2009).